# Waldowpark

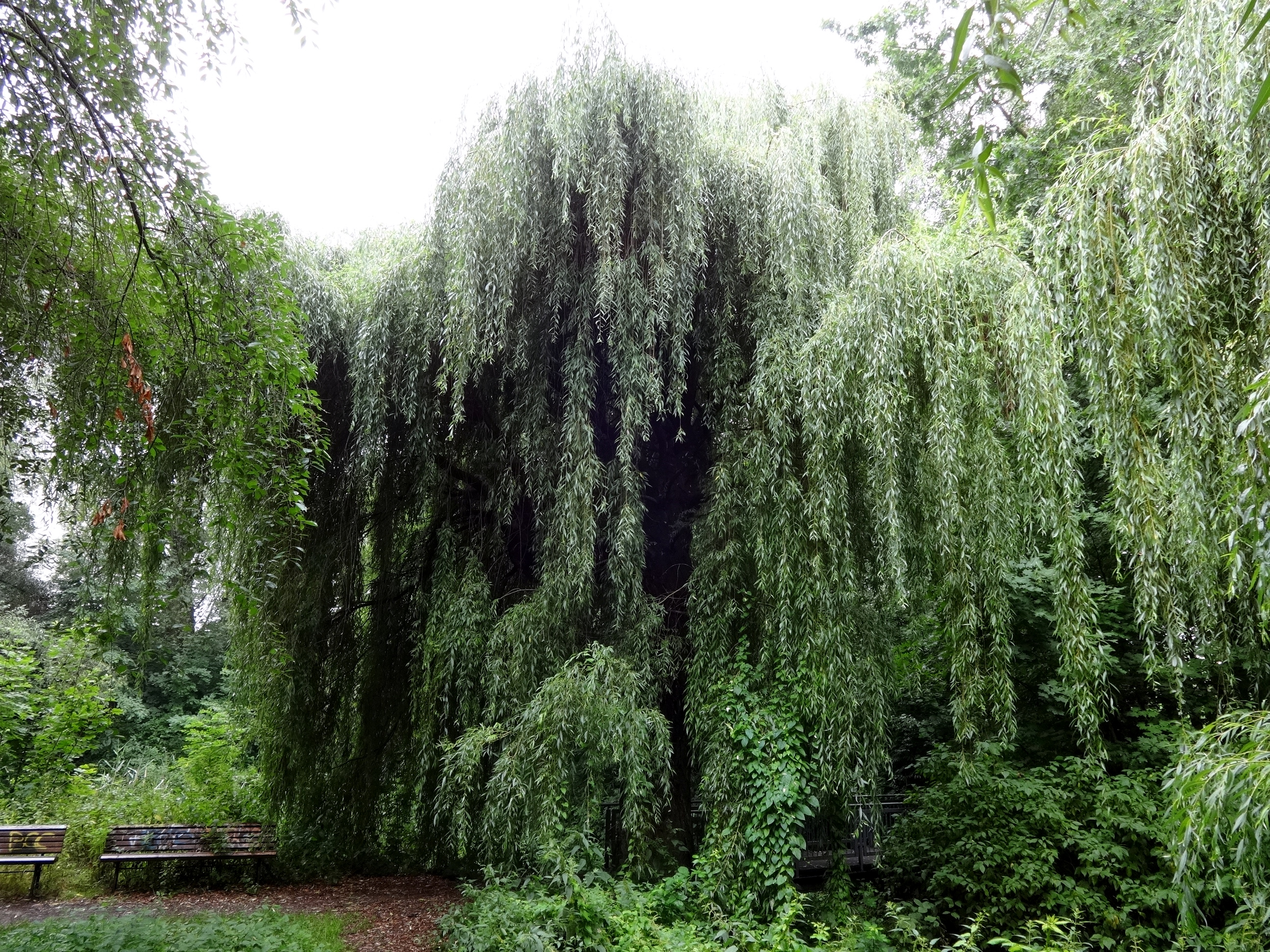
Trauerweide am Weiher

Der Waldowpark liegt im Berliner Ortsteil Mahlsdorf des Bezirks Marzahn-Hellersdorf. Er ist nach Wilhelm von Waldow (1856–1937), einem preußischen Juristen und Staatsbeamten benannt. Östlich des Parks befindet sich die Alte Pfarrkirche Mahlsdorf.

## Geschichte
Der Park entstand Anfang des 20. Jahrhunderts auf Initiative des Mahlsdorfer Gutsbauern Gustav Lange. Nach dem Ende des Zweiten Weltkriegs wurde Lange von der SMAD enteignet, die Parkfläche ging in Volkseigentum über. In den 1950er Jahren baute eine LPG auf einem Teil des Geländes Kartoffeln an. Der andere Teil diente als Schrottplatz. Der erhaltene  Baumbestand, vornehmlich Linden und Trauerweiden, blieb weitgehend erhalten. 
Nach der politischen Wende prüfte das Grünflächenamt zunächst die Verkehrssicherheit und öffnete das Gelände im November 1996 wieder für die Öffentlichkeit. 
Der Pfuhl, der Waldower Weiher, wurde im Jahr 1997 freigelegt und ein behutsamer Baumschnitt durchgeführt. Im Jahr 2001 erhielt der Teich eine Verbindung mit einer Muldenversickerungsanlage eines an der Bundesstraße 1 gelegenen Einkaufscenters, um die Wasserversorgung dauerhaft sicherzustellen.
Aufgrund der langen Trockenperiode im Juli 2014 befand sich jedoch nur sehr wenig Wasser im Pfuhl.